# مخلف الشمري
مخلف بن دهام الشمري (1 رجب 1375 هـ / 21 فبراير 1955)، ناشط حقوقي سعودي من الطائفة السنية من قبيلة شمر، عمل كاتبًا وناقدًا لعدة صحف سعودية، واشتهر بدفاعه عن حقوق الإنسان ودعواته لتوحيد السنة مع الشيعة تحت مظلة واحدة. تعرض للإعتقال عدة مرات وسُجن بسبب آرائه التي تدعو إلى التسامح والتعايش مع الشيعة وكتابته لمقالات ينتقد فيها تصريحات رجال الدين الذين يهاجمون الشيعة.

## حياته
حصل على الابتدائية من مدرسة الثقافة الابتدائية في مدينة بقعاء بمنطقة حائل، وشهادة الكفاءة المتوسطة من متوسطة بقعاء. نال شهادة الدراسة الثانوية من الثانوية التجارية بالرياض عام 1973م وشهادة البكالوريوس إدارة أعمال من جامعة أرمستروق في بيركلي،كاليفورنيا، أمريكا 1987.
عمل مخلف كاتبًا وناقدًا لعدة صحف سعودية، وبعد منعه من الكتابة واصل نشر مقالاته على الإنترنت. كانت هيومن رايتس ووتش، ومجلس حقوق الإنسان، وفرونت لاين ديفندرز، ومنظمة العفو الدولية، ومنظمة الكرامة لحقوق الإنسان من بين المنظمات الدولية التي وضعت ثقتها به. عمل لحسابه الخاص كمدير لشركة المقاولات الخاصة به المعروفة باسم (دهامكو).
في عام 2007، أفلست شركته نتيجة اعتقاله دون توجيه تهمة له من قبل المباحث العامة في الدمام. بعد أن أطلق سراحه من ذلك المعتقل غيّر حياته المهنية بالكامل وتخلّى تماماً عن العمل التجاري وتفرغ للعمل الحقوقي وأصبح مدافعًا عن حقوق الإنسان وعمل مدافعًا عن حقوق الإنسان بدوام كامل لمساعدة المضطهدين من الرجال والنساء والسعوديين وغير السعوديين على جميع المستويات.
وبسبب نشاطه وكتاباته، اعتقل الشمري ثلاث مرات خلال أربع سنوات. وكان آخر اعتقال له يوم 15 يونيو 2010 بتهمة «مضايقة الآخرين». وقد ذكرت منظمة هيومن رايتس ووتش وقتها إن على الملك عبد الله ملك السعودية أن يفرج فوراً عن الشمري الذي يبدو أنه تعرض للاحتجاز التعسفي. وقالت هيومن رايتس ووتش إن الاتهامات بحقه تنتهك حقه في حرية التعبير، لكن الضباط الذين قبضوا عليه قالوا إنهم كانوا يتحركون بناء على أوامر من الأمير محمد بن فهد بن عبد العزيز، حاكم المنطقة الشرقية، رداً على مقالات كتبها الشمري ونشرها مؤخراً على عدة مواقع إلكترونية محجوبة في السعودية، تنتقد تصريحات رجال الدين الذين يهاجمون الشيعة.
أحدث اعتقال لمخلف الشمري في 17 يونيو/حزيران من عام 2013 حيث حكمت عليه المحكمة الجزائية المختصة بأمن الدولة والإرهاب في جدة برئاسة القاضي بالمحكمة ناصر الحربي من خلال تهم واهية «بحاجة لمصدر» بالسجن لمدة خمس سنوات والمنع من السفر لعشر سنوات إلى جانب منعه من الكتابة والظهور في الإعلام ومواقع التواصل الاجتماعي لمدى الحياة، يذكر أن التهم التي أدعي عليه بها غيرتها المحكمة من «إزعاج الآخرين» إلى تهم أخرى تتضمن محاولة تشويه سمعة المملكة لدى الرأي العام الداخلي والخارجي و إثارة الفتنة والقدح بالعلماء و اتهام موظفي الدولة بعدم الأمانة، والملفت أن الأدلة الوحيدة هي مقالات نشرت في الإعلام الرسمي المراقب من الدولة وتقرير على موقع اليوتيوب عن قضية عنف أسري معروفة بقضية فتاتي تبوك حيث أن الشمري دافع عنهم في الإعلام وأثار قضيتهم مرة أخرى عند انقطاع أخبارهم خشية إن حدث مكروه لهما ، اعتقال مخلف الشمري تعسفياً «بحاجة لمصدر» بعام 2007 بتهمة أمن الدولة والإرهاب تمثل تحولاً في حياة الشمري فقد أخذ منعطفاً في حياته بعد أن ذاق طعم الظلم والقهر مما دفعه إلى التفرغ التام للدفاع عن حقوق الإنسان ومساندة المظلومين حتى اعتقل مرة أخرى في 15 يوليو 2010 بتهمة (إزعاج الآخرين).
والجدير بالذكر أنه اُعتقل ثلاث مرات نتيجة لنشاطه الحقوقي والإنساني وقد أفرج عنه بكفالة محاميه أحمد السديري بتاريخ 24 فبراير 2012 بعد أن أمضى 21 شهرا دون محاكمة بتهمه غريبة اسمها (إزعاج الآخرين) بدون تحديد من هم الآخرين وما كيفية إزعاجهم.

## نشاطه
كاتب وناقد سعودي: بدأ الشمري كتاباته اللاذعة في الصحافة السعودية بدأ من عام 1988م واشتهر بالصراحة والجرأة ومحاربة الفساد والتطرف الديني ومشكلة البطالة والعنوسة والمطالبة بحقوق المرأة والأقليات الدينية وحقوق المقيمين الأجانب وسوء تنفيذ المشاريع الحكومية وسوء إدارتها والدعوة إلى العدالة الاجتماعية وانتقاد حالات الفقر في بلاده وانتقاد ممارسات المتشددين واستخدام الدين وسيلة للثراء السريع كما أنه ينتقد نظام الكفالة للأجانب في السعودية ويدعو إلى حرية التعبير والمشاركة السياسية والتوزيع العادل للثروة والتنمية العادلة لكافة المناطق في بلاده.
بالإضافة كون الشمري:
- عمل عضواً متطوعاً لمدة سنتين مع هيئة حقوق الإنسان الحكومية بالسعودية ولكن غادرها معترضا على أسلوب أدائها.
- عضو متطوع في برنامح الأمان الأسري الوطني في الرياض (المختص بمكافحة العنف الأسري).
- مؤسس جمعية أصدقاء البيئة الشرقية والتي رفضت السلطات ترخيصها.
- أحد مرشحي غرفة الشرقية فئة التجار لعام 1427 (لم يفز).
- مدافع بارز لحقوق الشيعة والهندوس والبوذا.
- مؤسس نادي اللواء الرياضي في مدينة بقعاء وهو لا زال طفلا عام 1386 هــ.

## روابط خارجية
- الرسمي للناشط الشمري على موقع الفيسبوك مخلف الشمري  على فيسبوك.
- الحساب الرسمي للناشط الشمري على موقع تويتر
- مقالات الناشط الشمري